# 椿原龍矢
椿原 龍矢（つばきはら たつや、1999年5月7日 - ）は、日本の男性キックボクサー、空手家（琉球少林流空手道 月心会 三段補）。大阪府門真市出身。第4代K-1 WORLD GPフェザー級王者。K-1甲子園2015-55kg準優勝。第6回K-1アマチュアチャレンジクラスA-60kg優勝。K-1甲子園2016-55kg準優勝
K-1甲子園2017-55kg王者。
旧リングネーム : 龍矢（たつや）。所属ジムは月心会TEAM侍。2020年に東急スポーツオアシスに入社し格闘技と仕事両方をこなす二刀流でK-1世界王者（第4代 K-1 WORLD GP フェザー級王者）になった。

## 経歴
北斗の拳に憧れ5歳の時に空手を始め、格闘技漬けの日々を送る。学生時代にアマチュア大会に多く出場し、K-1チャレンジAクラストーナメント60kgで優勝するなどとアマチュア時代から活躍している。
大阪府立枚方なぎさ高等学校に入学。

### K-1甲子園2015
高校1年生でK-1甲子園2015に出場し2回戦に髙橋直輝、準決勝に軍司泰斗を破り決勝戦進出。
決勝で、西京春馬に破れるが1年生で準優勝した。　（この時、椿原は一回戦から決勝まで全てプロ選手と戦ったことになる。）

### プロデビュー
K-1甲子園2015の決勝進出に伴いアマチュアでの試合が組めずK-1甲子園2016の予選前に試合感を取り戻す為、同門の先輩(当時BORDER西日本統一チャンピオン)の怪我の代打として、緊急でプロデビュー、後のDEEP KICK -60kgチャンピオンの谷岡祐樹と対戦。結果ドロー
(この時-58kg契約、椿原は53kgだった)
。

### プロ2戦目
K-1甲子園2016の2週間後、怪我人の代打で緊急参戦。オファーは試合5日前だった。結果2R KO勝利
(この時-60kg契約、椿原は55kgだった)
翌年のK-1甲子園2016では前回の準決勝で戦った軍司と決勝戦対戦しで惜しくも判定負けで準優勝。
しかし2017年にKHAOS.2でK-1甲子園2016王者の軍司泰斗と対戦し、去年の決勝戦の借りを返している。　

### K-1甲子園2017
高校三年生最後のK-1甲子園では二回戦で、K-1バンタム級の峯大樹、準々決勝で後の初代K-1 WORLD GP バンタム級王者黒田斗真、準決勝で、RISE スーパーフライ級、フライ級王者、RISE2階級制覇の田丸辰に見事に完封勝利し決勝戦に進出した。
決勝戦の相手は小さい頃から一緒に練習してきた、同門（月心会TEAM侍）の小堀厳基と対戦し有効打を多く当て完封し、K-1甲子園で優勝を果たした
。

3戦目には現在のRISEバンタム級1位の政所仁と対戦し、勝利している。

### KHAOS参戦
2017年でK-1グループのKHAOSに参戦、相手はアマチュアで2戦1勝1敗、1年前K-1甲子園2016決勝で敗れた甲子園2016王者、後のKrush、K-1王者の軍司泰斗と対戦し、勝利した
。

### K-1WORLD GP初参戦
プロ５戦目、K-1甲子園2017で王者獲得の２週間後、怪我人が出た為、緊急オファー相手は、２年前K-1甲子園2015決勝で敗れた甲子園2015王者で当時Krush-58kg王者の西京春馬と聞き即答で承諾。
K-1甲子園王者獲得の１ｹ月後に対戦し勝利。
この年K-1甲子園2015、2016決勝で敗れた２人にプロのリングでリベンジを果たす。
当時の椿原 曰くK-1甲子園のベルトを巻く為に成る予定も無かったプロにまで成ってしまったうえにデビューから雑な試合の組まれ方が続いたお陰で練習とテスト勉強に追われた高校生活だった。
「普通科の学校に入学した事を後悔したとかしなかったとか……」
因みに椿原はプレリミナリーファイトを経験した事が無い
。
K-1甲子園2015年王者とK-1甲子園2016王者を倒しており大注目を浴びる。
自身が大きく変わることになった14戦目、K-1 WORLD GP 2020 JAPAN～K-1秋の大阪決戦～で
圧倒的な強さでトーナメントを制したK-1WORLDGPフェザー級王者江川優生と対戦し、下馬評を覆し番狂わせを起こした。

### K-1WORLDGPフェザー級王座獲得
2021年3月21日にK-1 WORLD GP 202K-1 WORLD GPフェザー級タイトルマッチで去年スーパーファイトで破った江川優生と対戦し延長の末勝利した。
尚、江川はこの試合について未だに怒っている。
王者としての初戦では2021年5月30日に玖村修平とスーパーファイトで対戦。持ち前のステップワーをし完璧なアウトボクシングと的確な攻撃で勝利を収めした。

### K-1ルール変更
しかし、椿原があまりに強すぎたため判定基準を変更。
中村P「K-1はKOを狙って戦う競技。倒しに行く姿勢をより評価して判定していきたい」『K-1は立ち技の挌闘技でキックボクシングでもないですし、ムエタイでもないですそしてもちろんボクシングでもないです。』とのべている。
決まったルールからの変更はK-1WORLDMAXの王者ブアカーオ・ポー.プラムックの首相撲が上手すぎた2005年02月22日にルール変更された以来だとされている。
尚、（MAXルールと、現在のK-1ルールは異なる。）

### COMBAT PRESS
コンバットプレスによって作れてた世界ランキングでは、那須川天心に次ぐ世界2位のスーパーフライ級（-58キロ）のキックボクサーにランク付けされた。

### K-1フェザー級タイトルマッチ
K-1大阪大会でフェザー級タイトルマッチを軍司泰斗と決まった。
延長の末判定1-2で惜しくも負けてしまう。
誤差判定になっており、再戦の声も上がっている。
2022年4月3日k'festa5で当時のKrushフェザー級チャンピオン新美貴士と対戦し、ハイキックやフックをヒットさせ判定3-0で勝利。
ファンからも王者に返り咲きを期待されている。
当時のkrushフェザー級王者、森坂陸と対戦。1R、前に出るのは森坂、椿原は距離を取って左のインロー。森坂は左ジャブを放ち、右ローを蹴る。森坂はバックスピンキック、接近してパンチからの右ミドルを放つ。2R、椿原もジャブを放ち、右ロー。森坂も右ローを返す。玖村修平を倒した森坂のバックブローもうまくガードした椿原は左ヒザ蹴りで応戦して、右ハイキックを軽快に放つ。細かいパンチからヒザ蹴りへとつなぐ。
　3Rになると、椿原が真っすぐな右ストレートで先制。森坂の前進に、椿原のジャブ、右フック、膝が入る。森坂のボディは真っ赤に腫れていた。判定３−０で勝利。
初の海外での試合、EFC蛮火豹７にてジャー・モンチャンと対戦延長の末判定勝ち。
入場曲がいつものSamuraiではなく、ファンは困惑した。入場で使った刀を試合後ジャー・モンチャン選手に渡し、またしてもファンは困惑した。
2024年10月5日K−1大阪大会にて、玖村修平と対戦。1R肩の脱臼し、判定2-1と割れたが、敗戦。
肩の骨が破損し、長期離脱を余儀なくされた。

## 月心会チーム侍
東洋武道連盟 琉球少林流 空手道 月心会の
キック部門(名称 : 全日本 総合格闘技連盟 月心会)発足 約20年 初の中央(東京)でのベルトが2017年のK-1甲子園 王者で有り、その４年後にK-1WGPフェザー級 王者で有る。アマチュア、プロ共に月心会で初めての偉業を達成した
。
椿原＝赤(スタッフTシャツ等)のイメージが強いが元々、月心会キック部門が赤Tシャツで今も尚、Jr.～一般のアマチュア選手は赤Tシャツを着用している。
月心会キック(主君)を尊重し今も尚、赤Tを着用し、今後デビューする後輩等も使用出来るようにと、敢えて“椿原龍矢”の名前は入れず背中にチームの象徴で有る“侍魂”と大きくプリントされて要るのが特徴である。
椿原は“月心会”の名前をメジャーにする為、当時プロ所属していた選手がK-1グループでデビューするまではと、デビューから約４年間 スポンサーを付けず赤のチームTシャツを着用し入場をしていた。

## 戦績
| キックボクシング 戦績 | キックボクシング 戦績 | キックボクシング 戦績 | キックボクシング 戦績 | キックボクシング 戦績 | キックボクシング 戦績 | キックボクシング 戦績 |
| --------------------- | --------------------- | --------------------- | --------------------- | --------------------- | --------------------- | --------------------- |
| 23 試合               | (T)KO                 | 判定                  | その他                | 引き分け              | 無効試合              |                       |
| 16 勝                 | 3                     | 13                    | 0                     | 1                     | 0                     |                       |
| 7 敗                  | 0                     | 7                     | 0                     | 1                     | 0                     |                       |

| 勝敗 | 対戦相手          | 試合結果                 | 大会名 | 開催年月日     |
|      | 関口功誠          | 試合前                   | Krush.180 | 2025年9月27日  |
| ×    | 玖村修平          | 3R終了 判定1-2           | K-1 WORLD GP 2024 in Osaka                                                                                                   | 2024年10月5日  |
| ○    | ジャー٠モンチャン | 3R終了+延長判定2-1       | EFC蛮火豹７ | 2023年7月20日  |
| ○    | 健介              | 3R終了判定3-0            | K-1ReBIRTH2 | 2023年12月9日  |
| ○    | 森坂陸            | 3R終了判定3-0            | K-1 WORLD GP 2023 | 2023年6月3日   |
| ×    | 兼田将暉          | 判定3-0                  | K-1 WORLD GP 2022 JAPAN〜大阪                                                                                                | 2022年12月3日  |
| ×    | 斗麗              | 3R終了判定 2-0           | ECO信頼サービス株式会社 PRESENTS K-1 WORLD GP 2022 JAPAN【フェザー級世界最強決定トーナメント・一回戦】                       | 2022年8月11日  |
| ○    | 新美貴士          | 3R終了 判定3-0           | K-1 WORLD GP 2022 JAPAN ～K’FESTA.5～                                                                                        | 2022年4月3日   |
| ×    | 軍司泰斗          | 3R+延長1R終了 判定1-2    | K-1 WORLD GP 2021 JAPAN ～スーパー・ウェルター級＆フェザー級ダブルタイトルマッチ～ 【K-1 WORLD GP フェザー級タイトルマッチ】 | 2021年12月4日  |
| ○    | 玖村修平          | 3R終了判定2-0            | K-1 WORLD GP 2021 JAPAN～K-1バンタム級日本最強決定トーナメント～                                                             | 2021年5月30日  |
| ○    | 江川優生          | 3R+延長1R終了 判定2-1    | K-1 WORLD GP 2021 JAPAN～K’SFESTA4 Day1～ 【K-1 WORLD GPフェザー級タイトルマッチ】                                           | 2021年3月21日  |
| ○    | 江川優生          | 3R終了 判定2-0           | K-1 WORLD GP 2020 JAPAN～K-1秋の大阪決戦～                                                                                   | 2020年9月22日  |
| ○    | 桝本翔也          | 3R 2:02 KO（ハイキック） | Krush.114 【Krushスーパーライト級タイトルマッチ】                                                                            | 2020年7月11日  |
| ○    | 黒田勇斗          | 3R終了 判定3-0           | Krush.108 | 2019年11月16日 |
| ×    | 蒼士              | 3R終了 判定0-2           | K-1 WORLD GP 2019 JAPAN～日本vs世界・5対5＆スペシャル・スーパーファイトin大阪～                                              | 2019年8月24日  |
| ○    | 龍斗              | 3R終了 判定2-0           | Krush.100 | 2019年4月19日  |
| ×    | 軍司泰斗          | 3R終了 判定2-1           | Krush.96 | 2018年12月16日 |
| ○    | 亀本勇翔          | 2R 2:44KO                | Krush.93【Krushスーパー・ウェルター級タイトルマッチ】                                                                        | 2018年9月30日  |
| ○    | 森坂陸            | 3R+判定3-0               | KHAOS 4 | 2017年10月14日 |
| ×    | 玖村将史          | 判定0-3                  | Krush.86 | 2017年3月10日  |
| ○    | 西京春馬          | 3R終了判定2−0            | K-1 WORLD GP 2017 JAPAN ～SURVIVAL WARS 2017～                                                                               | 2017年12月27日 |
| ○    | 軍司泰斗          | 3R終了判定2-0            | KHAOS.2 | 2017年5月13日  |
| ○    | 政所仁            | 3R終了判定3−0            | HOOST CUP KINGS KYOTO2 ～英雄凱旋！～                                                                                        | 2017年3月5日   |
| ○    | 泉達也            | 2R0:39秒TKO（飛び膝）    | ALL BOX WORLD 9th | 2016年11月27日 |
| △    | 谷岡祐樹          | 3R判定0−0                | HIGHSPEED EX | 2016年5月22日  |

### アマチュアキックボクシング
| キックボクシング 戦績 | キックボクシング 戦績 | キックボクシング 戦績 | キックボクシング 戦績 | キックボクシング 戦績 | キックボクシング 戦績 | キックボクシング 戦績 |
| --------------------- | --------------------- | --------------------- | --------------------- | --------------------- | --------------------- | --------------------- |
| 203 試合              | (T)KO                 | 判定                  | その他                | 引き分け              | 無効試合              |                       |
| 200 勝                |                       |                       | 0                     |                       | 0                     |                       |
| 3 敗                  | 0                     |                       | 0                     |                       | 0                     |                       |

| 勝敗 | 対戦相手  | 試合結果       | 大会名                                                                     | 開催年月日     |
| ○    | 小堀 厳基 | 3R終了判定3−0  | K-1甲子園2017 ～高校生日本一決定トーナメント～ -55kg決勝戦/2分3R・延長1R   | 2017年11月23日 |
| ○    | 田丸辰    | 延長判定2−0    | K-1甲子園2017 ～高校生日本一決定トーナメント～ -55kg準決勝/2分3R・延長1R   | 2017年11月23日 |
| ○    | 國松斗真  | 3R終了判定3−0  | K-1甲子園2017 ～高校生日本一決定トーナメント～ -55kg準々決勝/2分3R・延長1R | 2017年11月23日 |
| ○    | 峯大樹    | 延長判定3−0    | K-1甲子園2017 ～高校生日本一決定トーナメント～ -55kg二回戦/2分3R・延長1R   | 2017年11月23日 |
| ×    | 軍司泰斗  | 3R終了 判定0-3 | K-1甲子園2016 ～高校生日本一決定トーナメント～ -55kg決勝戦/2分3R・延長1R   | 2016年7月30日  |
| ○    | 林勇汰    | 延3-0          | K-1甲子園2016 ～高校生日本一決定トーナメント～ -55kg準決勝戦/2分3R・延長1R | 2016年7月30日  |
| ○    | 齊藤颯太  | KO             | K-1甲子園2016 ～高校生日本一決定トーナメント～ -55kg準々決勝/2分3R・延長1R | 2016年7月30日  |
| ○    | 長嶋海斗  | 3R終了 判定3-0 | K-1甲子園2016 ～高校生日本一決定トーナメント～ -55kg二回戦/2分3R・延長1R   | 2016年7月30日  |
| ×    | 西京春馬  | 判定2−1        | K-1 甲子園2015 ～高校生日本一決定トーナメント～55kg決勝戦/2分3R・延長1R    | 2015年08月15日 |
| ○    | 軍司泰斗  | 再延長2-1      | K-1 甲子園2015 ～高校生日本一決定トーナメント～55kg準決勝/2分3R・延長1R    | 2015年08月15日 |
| ○    | 笠見玲慈  | 延長KO         | K-1 甲子園2015 ～高校生日本一決定トーナメント～55kg準々決勝/2分3R・延長1R  | 2015年08月15日 |
| ○    | 髙橋直輝  | 判定3−0        | K-1 甲子園2015 ～高校生日本一決定トーナメント～55kg二回戦/2分3R・延長1R    | 2015年08月15日 |
| ○    | 岡本翼    | 判定2-0        | K-1 CHALLENGE 2015K-1チャレンジ（一般）Aクラストーナメント 60kg級          | 2015年6月21日  |
| ○    | 大貫瑠夏  | 判定3-0        | K-1 CHALLENGE 2015K-1チャレンジ（一般）Aクラストーナメント 60kg級          | 2015年6月21日  |
| ○    | 渡邉暁人  | 判定2-0        | K-1 CHALLENGE 2015K-1チャレンジ（一般）Aクラストーナメント 60kg級          | 2015年6月21日  |
| ○    | 今永虎雅  | 判定3-0        | 競拳Jr7                                                                    | 2013年3月17日  |
| ○    | 今永虎雅  | 延長判定2-1    | 競拳Jr6                                                                    | 2012年1月20日  |
| ○    | 今永虎雅  | 延長判定2-1    | 競拳Jrタイトルマッチ                                                       | 2012年11月18日 |
| ○    | 今永虎雅  | 判定3-0        | 競拳Jr決勝戦                                                               | 2012年9月2日   |
| ○    | 木山泰希  | -              | 競拳Jr1回戦戦                                                              | 2012年9月2日   |
| ○    | 高畑涼    | KO             | 競拳Jr2                                                                    | 2012年5月20日  |
| ○    | 小山北斗  | 2R1分52秒KO    | 競拳jr.1                                                                   | 2012年3月11日  |
| ○    | 多根嘉帆  | 判定3-0        | KAKUMEI                                                                    | 2011年7月24日  |

## 獲得タイトル
- 第4代K-1 WORLD GPフェザー級王座
- K-1甲子園2017 -55kg王者
- K-1甲子園2016 -55kg準優勝
- K-1甲子園2015 -55kg準優勝
- 第6回K-1アマチュア チャレンジAクラス -60kg優勝
- 琉球少林流空手道 月心会 第26回全国空手道選手権大会 組手試合 一般男子段の部優勝（2023）
- 琉球少林流空手道 月心会 三段補
- 初代 KJC Jr.ミドル級 王座（防衛3回）
- 競拳ジュニアキックJr.ミドル級 王座（防衛3回）

## 表彰
- K-1 AWARDS 2017 新人賞
- K-1 AWARDS 2020 殊勲賞
- K-1 AWARDS 2021 敢闘賞[14]